# Vigeville
Vigeville est une commune française située dans le département de la Creuse, en région Nouvelle-Aquitaine.

## Géographie

### Généralités

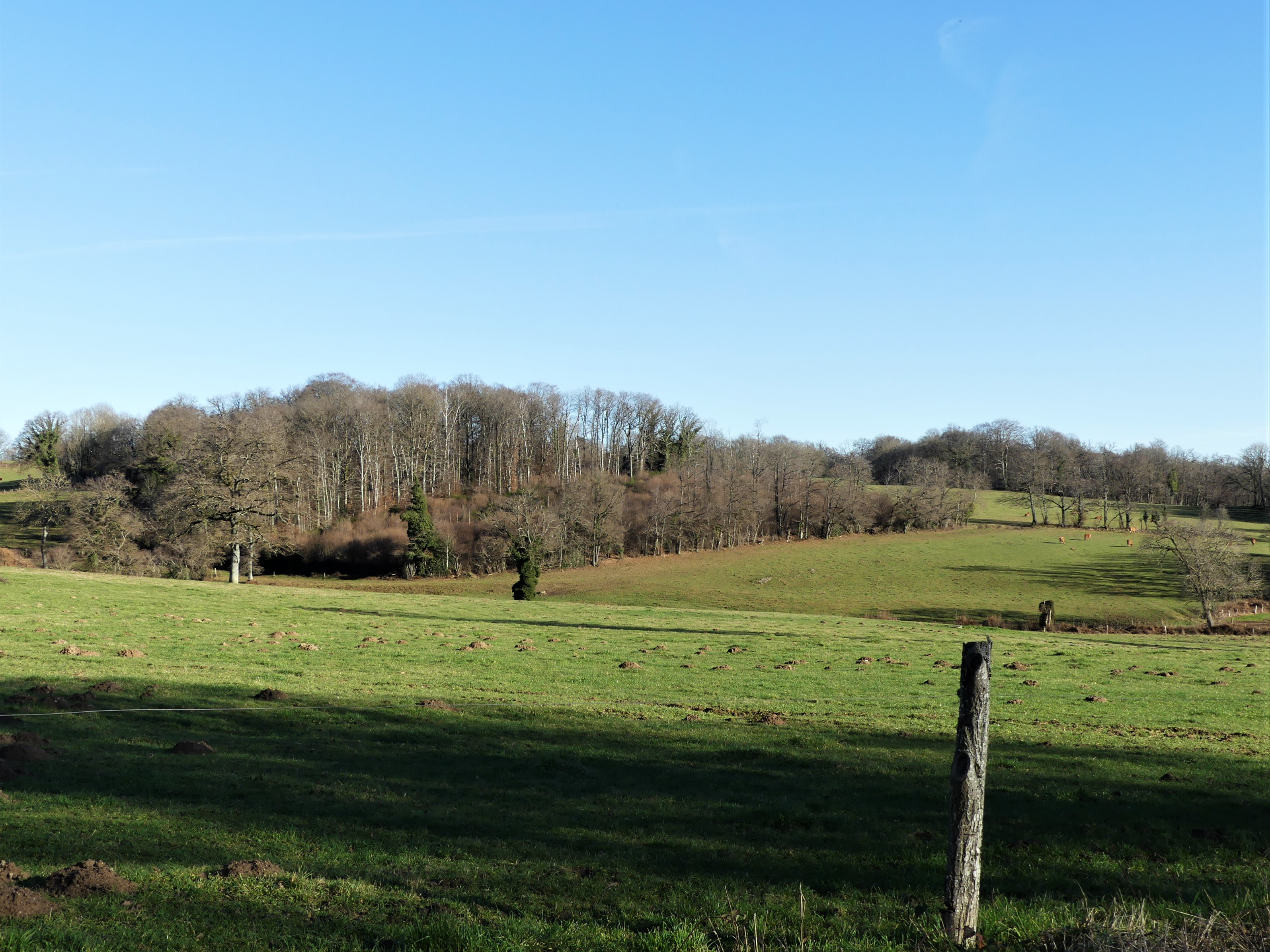
Paysage au sud-est du bourg.

Dans la moitié nord du département de la Creuse, la commune de Vigeville s'étend sur 7,27 km2. Elle est arrosée au sud par le ruisseau de Vigeville, un petit affluent de la Creuse.
L'altitude minimale avec 419 mètres se trouve localisée à l'extrême sud-ouest, près du puy de Drouille, là où le ruisseau de Vigeville quitte le territoire communal et entre sur celui de Pionnat. L'altitude maximale avec 541 mètres est située environ à un kilomètre au nord-ouest du bourg, au nord de la route départementale (RD) 4.
À 500 mètres au sud de la RD 4, le bourg de Vigeville est situé, en distances orthodromiques, 16 kilomètres à l'est de Guéret, la préfecture, et 25 kilomètres à l'ouest-nord-ouest d'Aubusson, la sous-préfecture.
Le territoire communal est également brièvement desservi à l'est par les RD 13 et 990.

### Communes limitrophes
Vigeville est limitrophe de trois autres communes.
|         | Jarnages  |         |
| Pionnat | Vigeville |         |
|         |           | Cressat |

### Climat
Pour des articles plus généraux, voir Climat de la Nouvelle-Aquitaine et Climat de la Creuse.
En 2010, le climat de la commune est de type climat des marges montargnardes, selon une étude s'appuyant sur une série de données couvrant la période 1971-2000. En 2020, Météo-France publie une typologie des climats de la France métropolitaine dans laquelle la commune est exposée à un climat de montagne ou de marges de montagne et est dans la région climatique  Ouest et nord-ouest du Massif Central, caractérisée par une pluviométrie annuelle de 900 à 1 500 mm, maximale en automne et en hiver.
Pour la période 1971-2000, la température annuelle moyenne est de 10 °C, avec une amplitude thermique annuelle de 15,3 °C. Le cumul annuel moyen de précipitations est de 1 049 mm, avec 13 jours de précipitations en janvier et 8 jours en juillet. Pour la période 1991-2020, la température moyenne annuelle observée sur la station météorologique la plus proche, située sur la commune de Guéret à 16 km à vol d'oiseau, est de 11,3 °C et le cumul annuel moyen de précipitations est de 1 103,0 mm. Pour l'avenir, les paramètres climatiques de la commune estimés pour 2050 selon différents scénarios d'émission de gaz à effet de serre sont consultables sur un site dédié publié par Météo-France en novembre 2022.

## Urbanisme

### Typologie
Au 1er janvier 2024, Vigeville est catégorisée commune rurale à habitat très dispersé, selon la nouvelle grille communale de densité à 7 niveaux définie par l'Insee en 2022.
Elle est située hors unité urbaine. Par ailleurs la commune fait partie de l'aire d'attraction de Guéret, dont elle est une commune de la couronne,. Cette aire, qui regroupe 72 communes, est catégorisée dans les aires de moins de 50 000 habitants,.

### Occupation des sols
L'occupation des sols de la commune, telle qu'elle ressort de la base de données européenne d’occupation biophysique des sols Corine Land Cover (CLC), est marquée par l'importance des territoires agricoles (86,3 % en 2018), en augmentation par rapport à 1990 (84,1 %). La répartition détaillée en 2018 est la suivante : 
prairies (60,9 %), zones agricoles hétérogènes (25,4 %), forêts (13,4 %), milieux à végétation arbustive et/ou herbacée (0,2 %). L'évolution de l’occupation des sols de la commune et de ses infrastructures peut être observée sur les différentes représentations cartographiques du territoire : la carte de Cassini (XVIIIe siècle), la carte d'état-major (1820-1866) et les cartes ou photos aériennes de l'IGN pour la période actuelle (1950 à aujourd'hui).

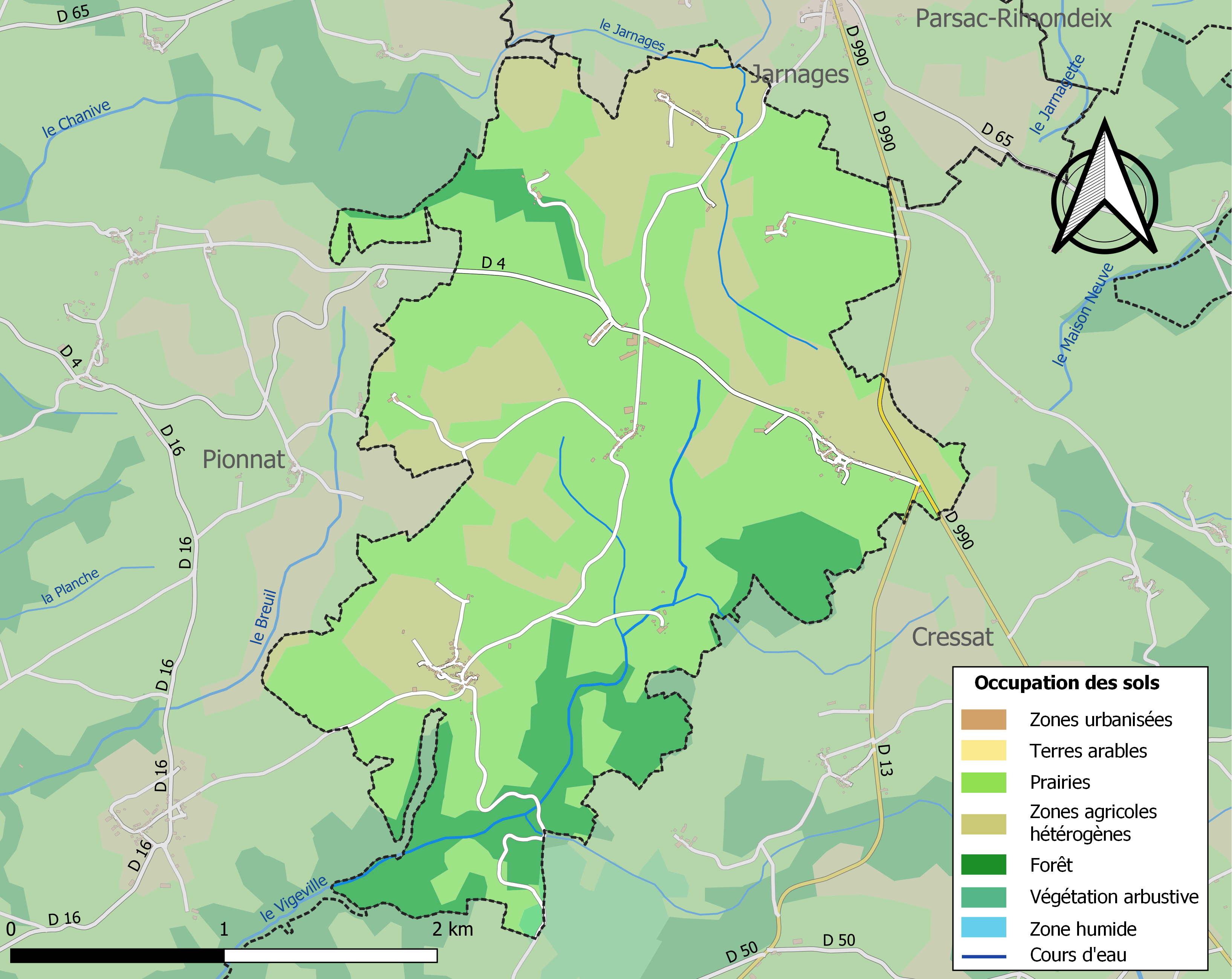
Carte des infrastructures et de l'occupation des sols de la commune en 2018 (CLC).

### Transport routier
- Réseau TransCreuse

### Risques majeurs
Le territoire de la commune de Vigeville est vulnérable à différents aléas naturels : météorologiques (tempête, orage, neige, grand froid, canicule ou sécheresse) et séisme (sismicité faible). Il est également exposé à un risque particulier : le risque de radon. Un site publié par le BRGM permet d'évaluer simplement et rapidement les risques d'un bien localisé soit par son adresse soit par le numéro de sa parcelle.

#### Risques naturels

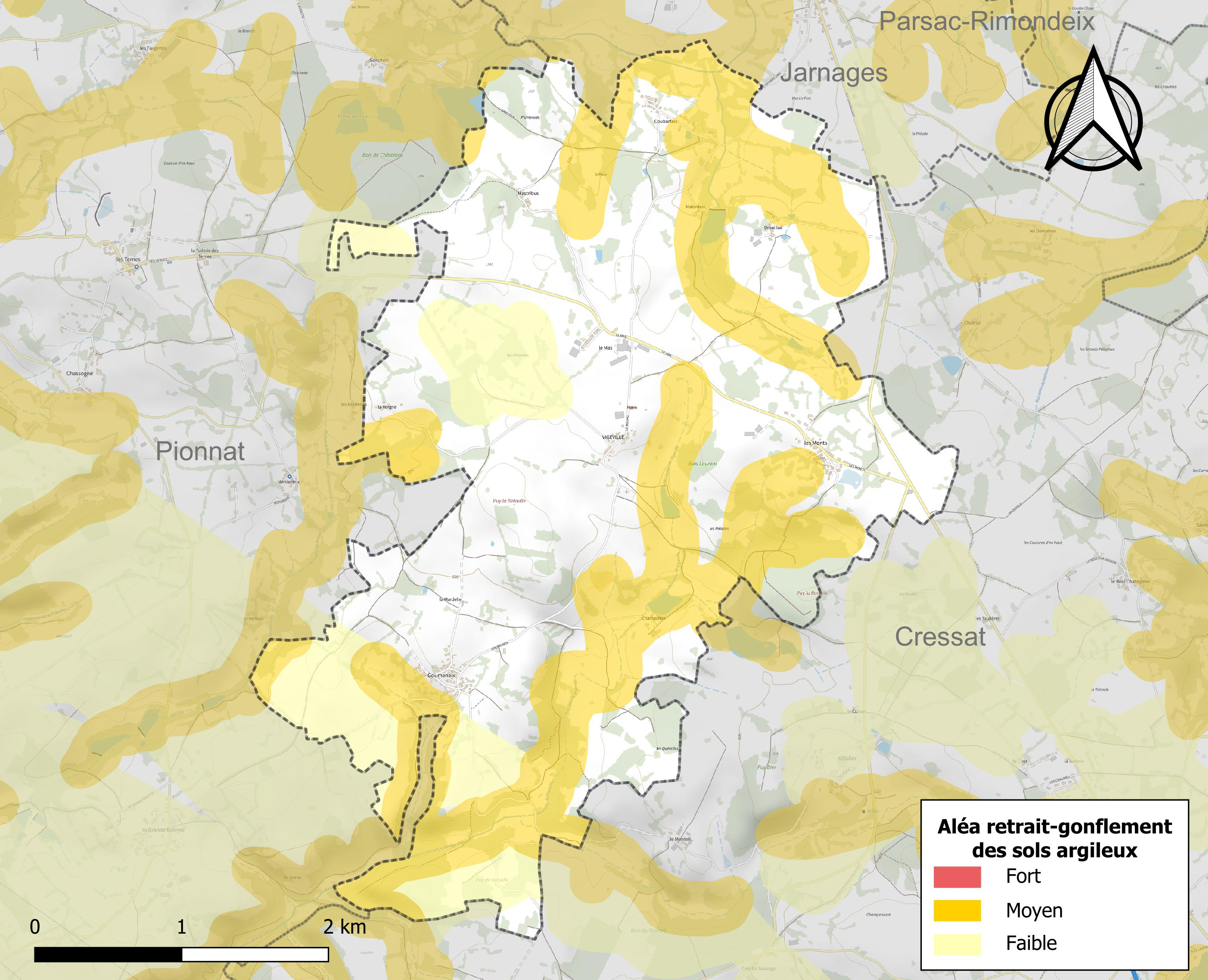
Carte des zones d'aléa retrait-gonflement des sols argileux de Vigeville.

Le retrait-gonflement des sols argileux est susceptible d'engendrer des dommages importants aux bâtiments en cas d’alternance de périodes de sécheresse et de pluie. 35,4 % de la superficie communale est en aléa moyen ou fort (33,6 % au niveau départemental et 48,5 % au niveau national). Sur les 106 bâtiments dénombrés sur la commune en 2019, 16 sont en aléa moyen ou fort, soit 15 %, à comparer aux 25 % au niveau départemental et 54 % au niveau national. Une cartographie de l'exposition du territoire national au retrait gonflement des sols argileux est disponible sur le site du BRGM,.
Par ailleurs, afin de mieux appréhender le risque d’affaissement de terrain, l'inventaire national des cavités souterraines permet de localiser celles situées sur la commune.
La commune a été reconnue en état de catastrophe naturelle au titre des dommages causés par les inondations et coulées de boue survenues en 1982 et 1999. Concernant les mouvements de terrains, la commune a été reconnue en état de catastrophe naturelle au titre des dommages causés par des mouvements de terrain en 1999.

#### Risque particulier
Dans plusieurs parties du territoire national, le radon, accumulé dans certains logements ou autres locaux, peut constituer une source significative d’exposition de la population aux rayonnements ionisants. Certaines communes du département sont concernées par le risque radon à un niveau plus ou moins élevé. Selon la classification de 2018, la commune de Vigeville est classée en zone 3, à savoir zone à potentiel radon significatif.

## Histoire
En 1997, la commune a reçu la Brique symbolique et le prix départemental au titre des trophées « Villes et villages gagnants » récompensant les collectivités locales qui ont entrepris des travaux de revalorisation du patrimoine.

## Politique et administration

### Liste des maires
| Période                                  | Période  | Identité              | Étiquette | Qualité |
| ---------------------------------------- | -------- | --------------------- | --------- | ------- |
| Les données manquantes sont à compléter. |          |                       |           |         |
|                                          |          |                       |           |         |
| 1904                                     | 1923     | Claude Maudeux        |           |         |
|                                          |          |                       |           |         |
| mars 1983                                |          | Guy Auclair           | Droite    |         |
| mars 1989                                | En cours | Marie Thérèse Lemoine | UMP-LR    |         |

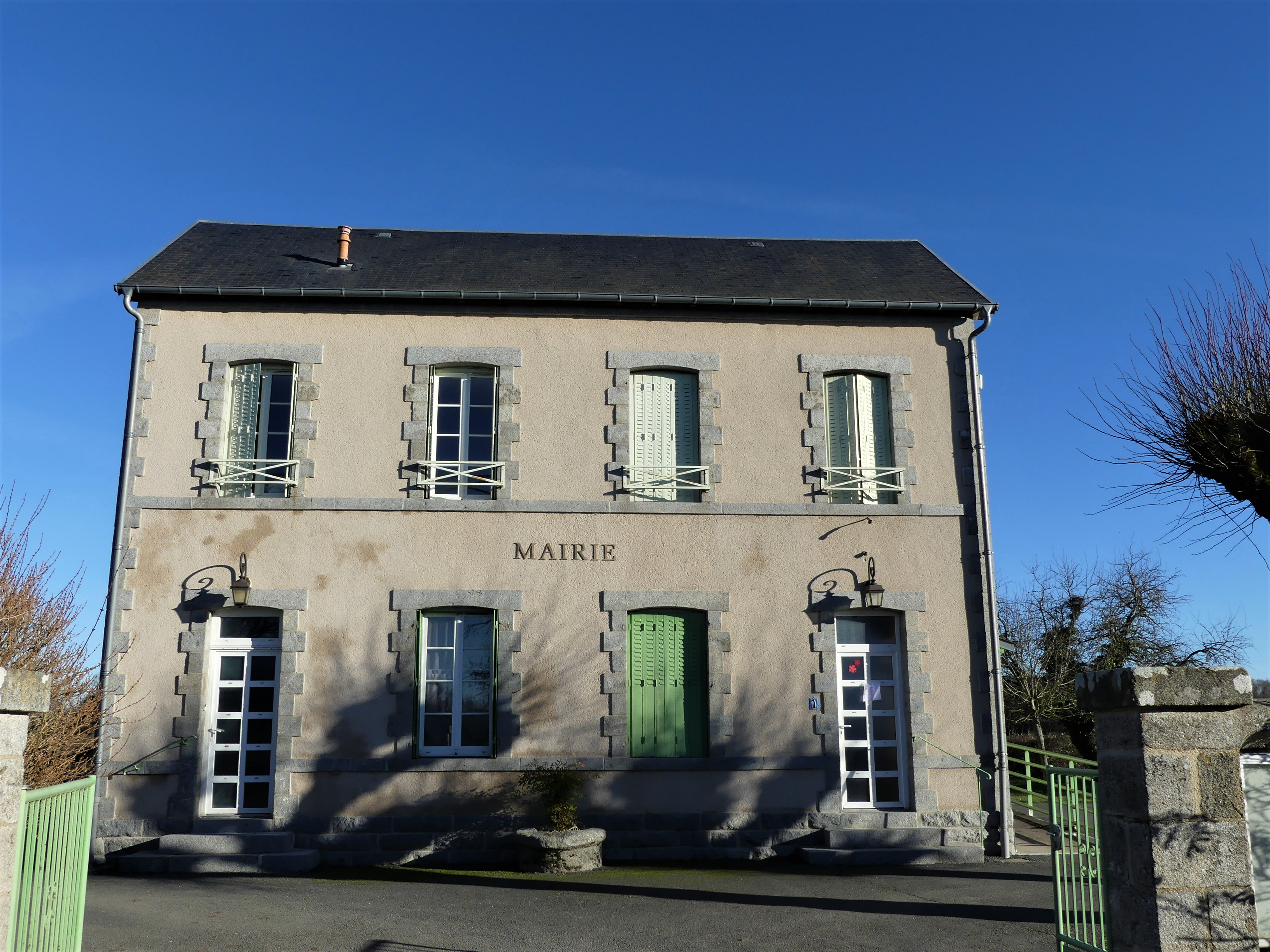
La mairie en 2021.

Située depuis 2015 dans le canton de Gouzon, la commune faisait partie avant le redécoupage cantonal de 2014 du canton d'Ahun.

### Politique environnementale
Dans son palmarès 2024, le Conseil national de villes et villages fleuris de France a attribué deux fleurs à la commune.

## Économie

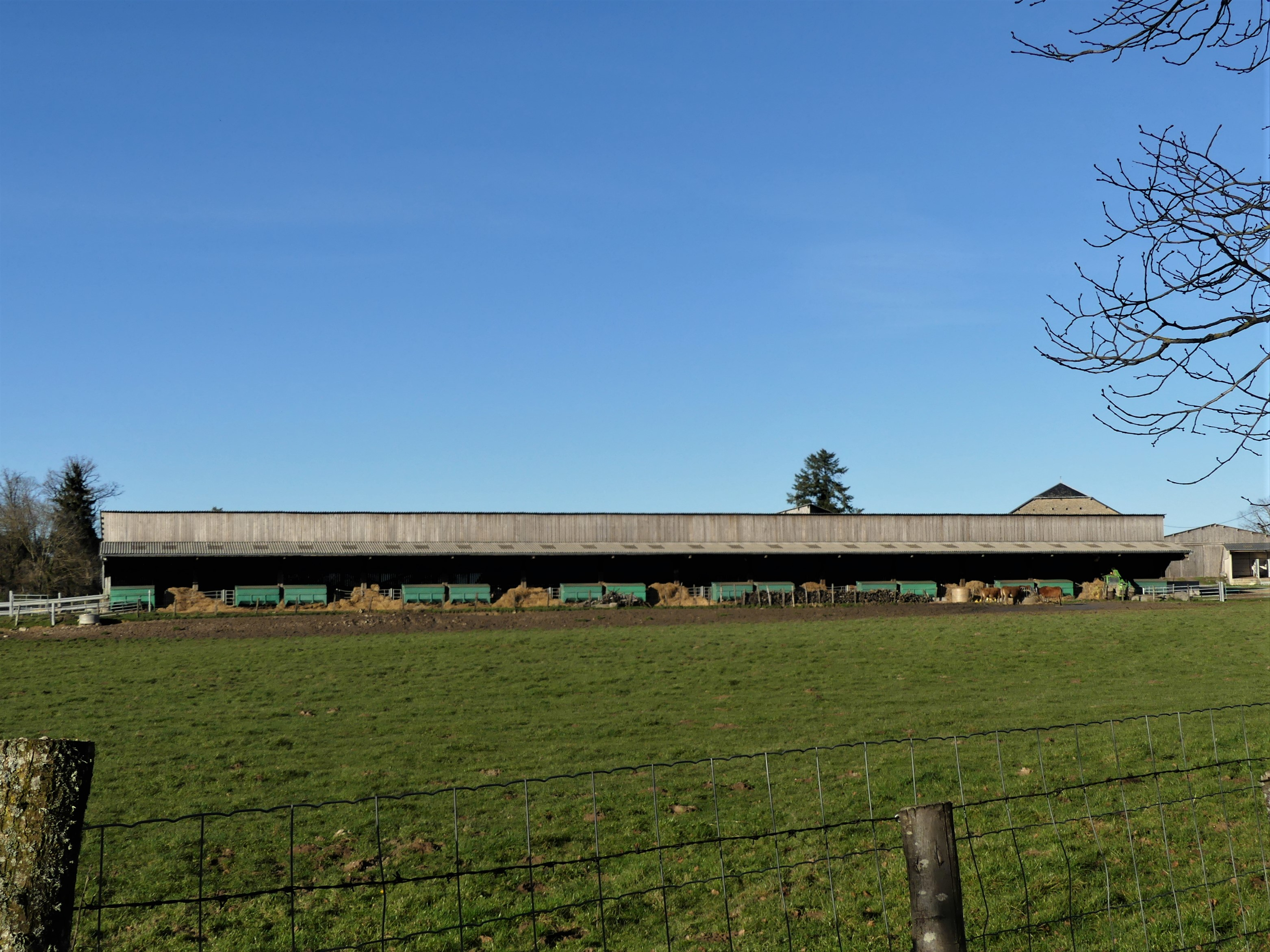
Bâtiment agricole au lieu-dit le Mas.

## Démographie
L'évolution du nombre d'habitants est connue à travers les recensements de la population effectués dans la commune depuis 1793. Pour les communes de moins de 10 000 habitants, une enquête de recensement portant sur toute la population est réalisée tous les cinq ans, les populations de référence des années intermédiaires étant quant à elles estimées par interpolation ou extrapolation. Pour la commune, le premier recensement exhaustif entrant dans le cadre du nouveau dispositif a été réalisé en 2007.

En 2022, la commune comptait 164 habitants, en évolution de −1,8 % par rapport à 2016 (Creuse : −3,32 %, France hors Mayotte : +2,11 %).
| 1793 | 1800 | 1806 | 1821 | 1831 | 1836 | 1841 | 1846 | 1851 |
| ---- | ---- | ---- | ---- | ---- | ---- | ---- | ---- | ---- |
| 448  | 382  | 453  | 430  | 301  | 438  | 432  | 464  | 471  |

| 1856 | 1861 | 1866 | 1872 | 1876 | 1881 | 1886 | 1891 | 1896 |
| ---- | ---- | ---- | ---- | ---- | ---- | ---- | ---- | ---- |
| 464  | 426  | 449  | 424  | 396  | 392  | 414  | 388  | 370  |

| 1901 | 1906 | 1911 | 1921 | 1926 | 1931 | 1936 | 1946 | 1954 |
| ---- | ---- | ---- | ---- | ---- | ---- | ---- | ---- | ---- |
| 355  | 384  | 374  | 283  | 254  | 244  | 247  | 209  | 163  |

| 1962 | 1968 | 1975 | 1982 | 1990 | 1999 | 2006 | 2007 | 2012 |
| ---- | ---- | ---- | ---- | ---- | ---- | ---- | ---- | ---- |
| 159  | 139  | 133  | 139  | 145  | 136  | 140  | 140  | 169  |

| 2017 | 2022 | - | - | - | - | - | - | - |
| ---- | ---- | - | - | - | - | - | - | - |
| 164  | 164  | - | - | - | - | - | - | - |

## Culture locale et patrimoine

### Lieux et monuments
- L'église de l'Assomption-de-la-Très-Sainte-Vierge n'a pas de clocher ; elle recèle quatre objets inscrits au titre des monuments historiques en 1978 : une croix de procession en bronze du XIXe siècle, les trois autres étant en bois polychrome : un tabernacle à ailes du XVIIe siècle[22] et deux statues représentant saint Jean-Baptiste, du XVIIe ou XVIIIe siècle[23] et la Vierge à l'Enfant, du XVIIIe ou XIXe siècle[24].
- Dans le cimetière, une réplique de la tour Eiffel en granit a été érigée sur la tombe d'un ancien maire.
- Au lieu-dit les Monts, présence d’un tilleul de Sully et d'un étang.

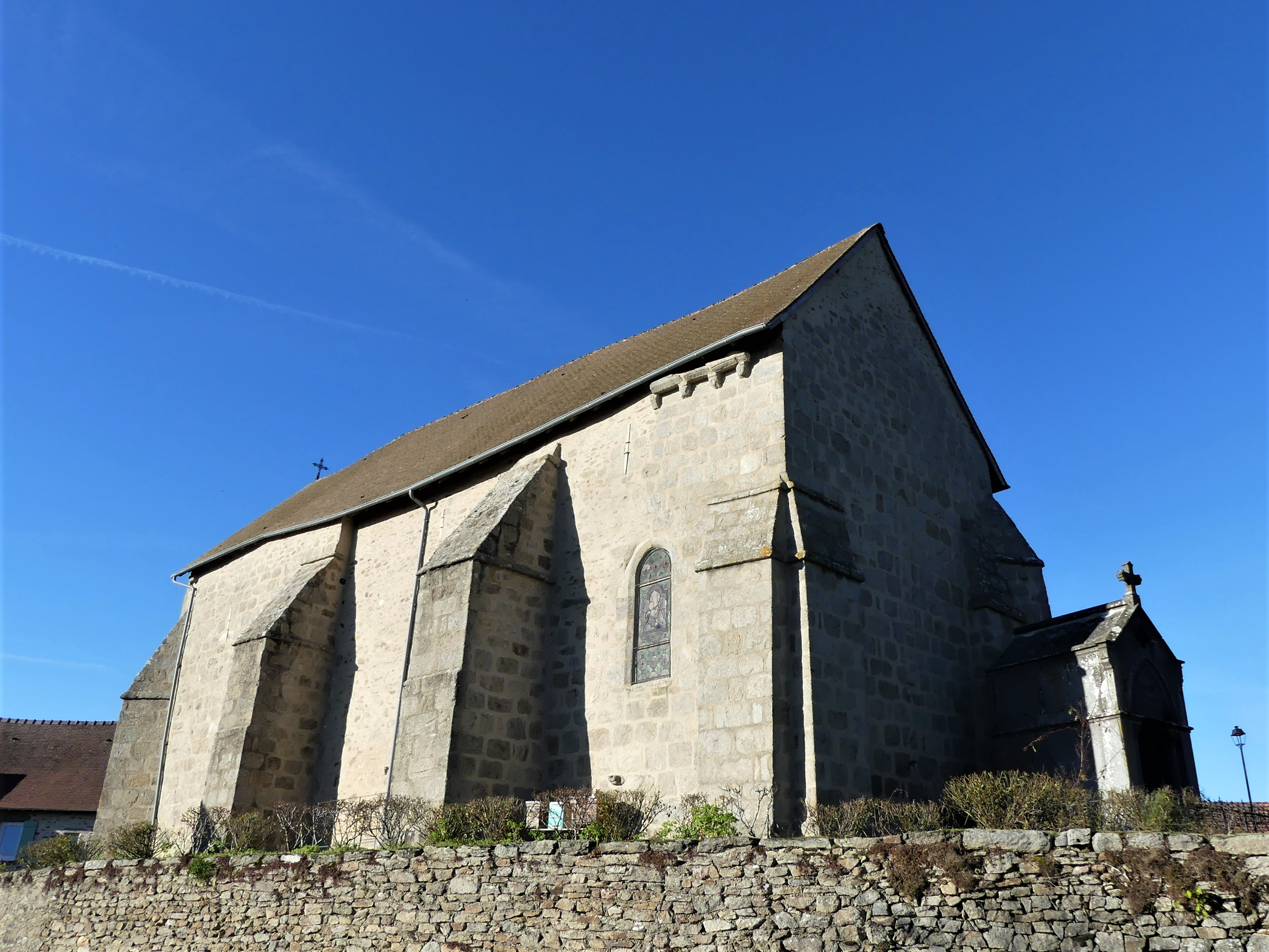
L'église de l'Assomption-de-la-Très-Sainte-Vierge vue depuis le sud-est.
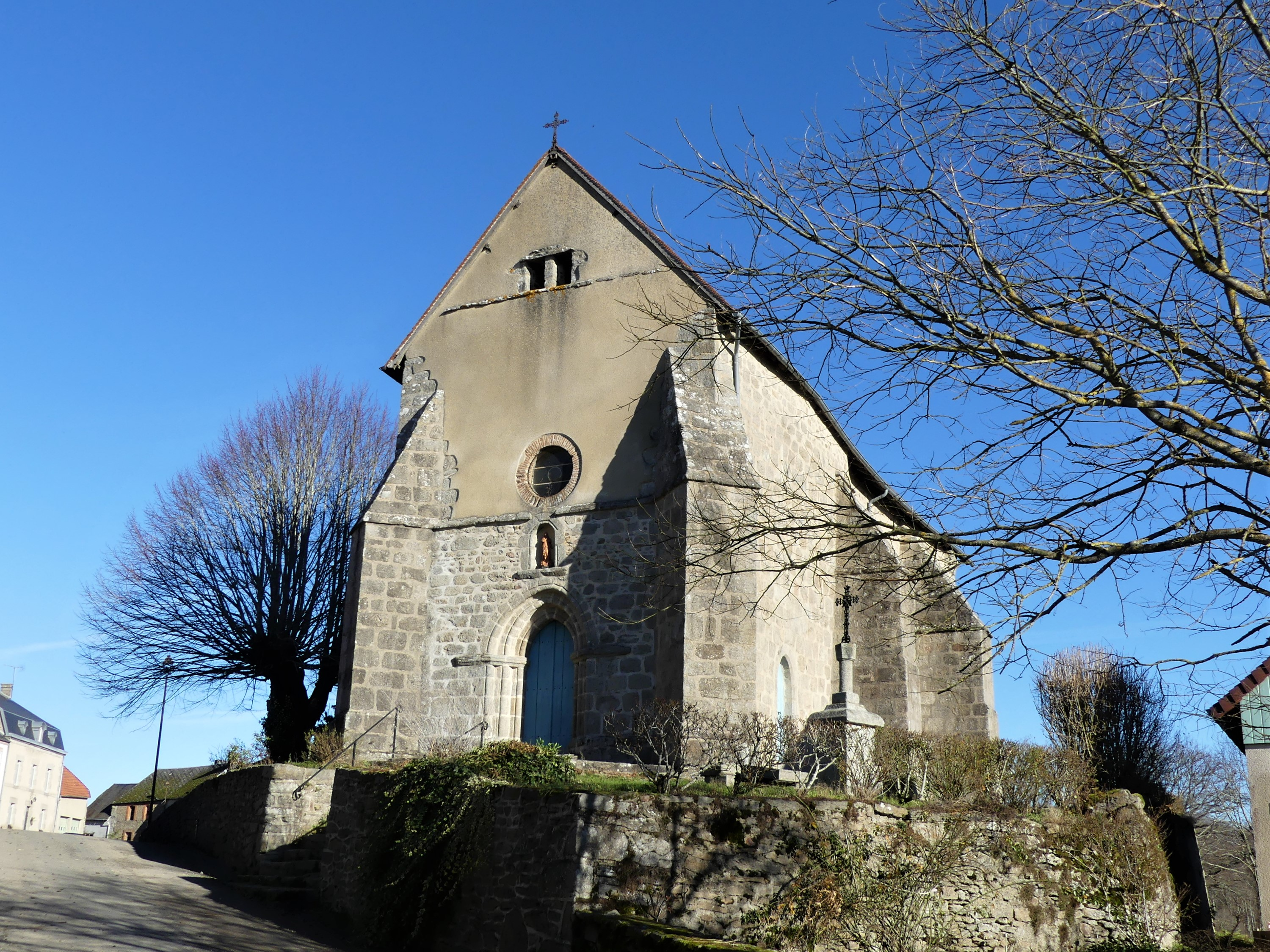
Sa façade occidentale.
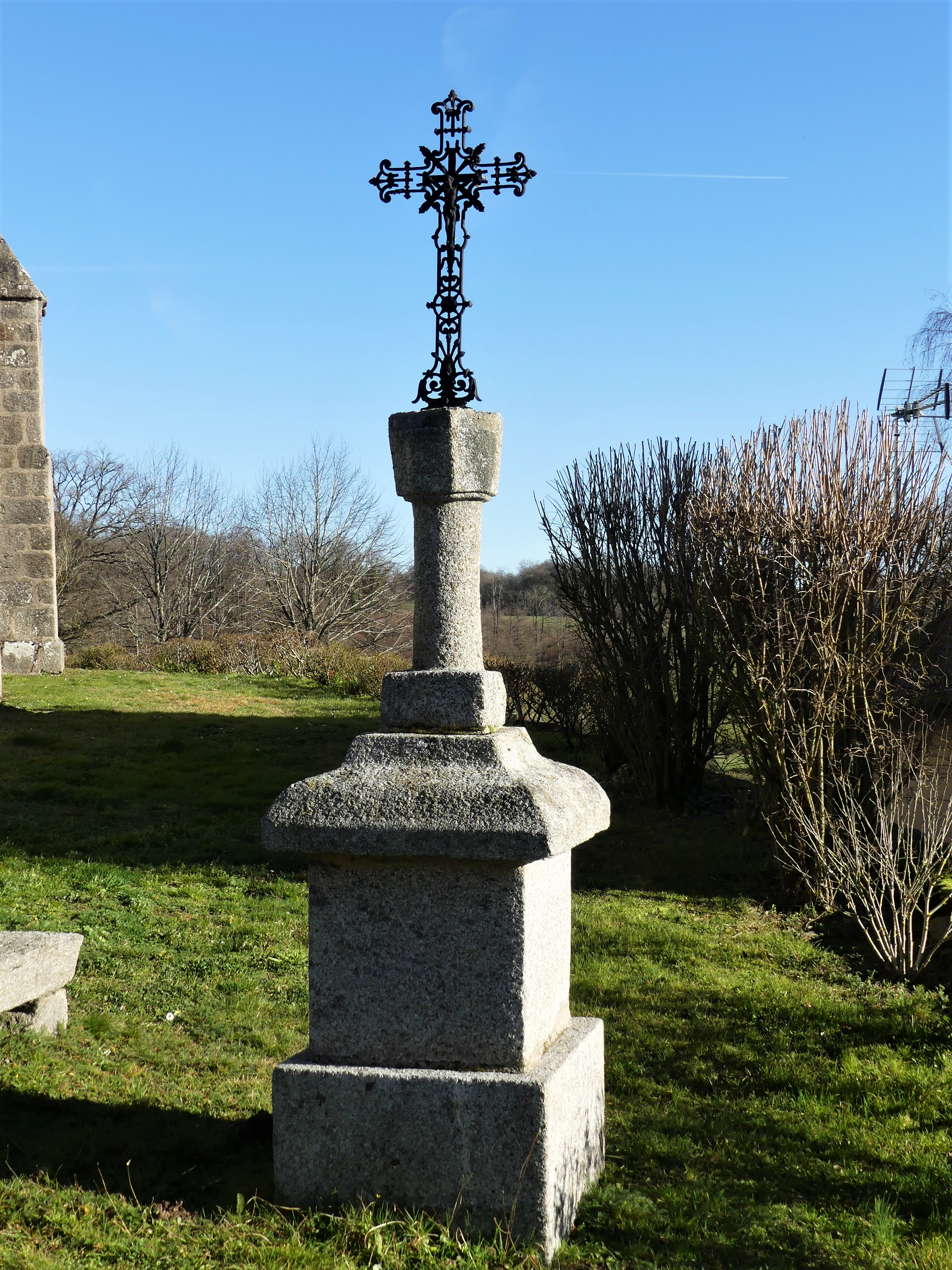
Crucifix devant l'église.
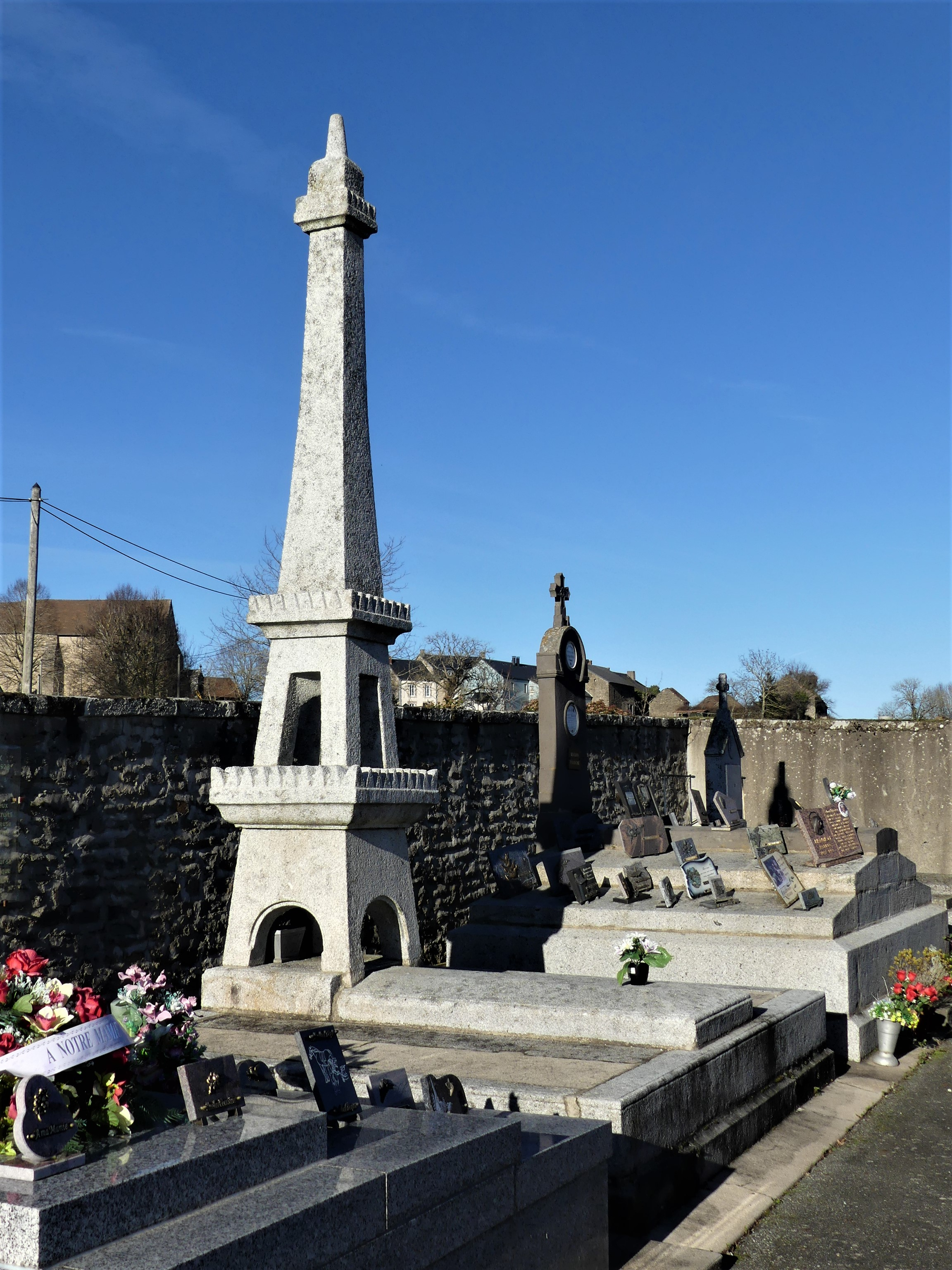
Reproduction de la tour Eiffel.
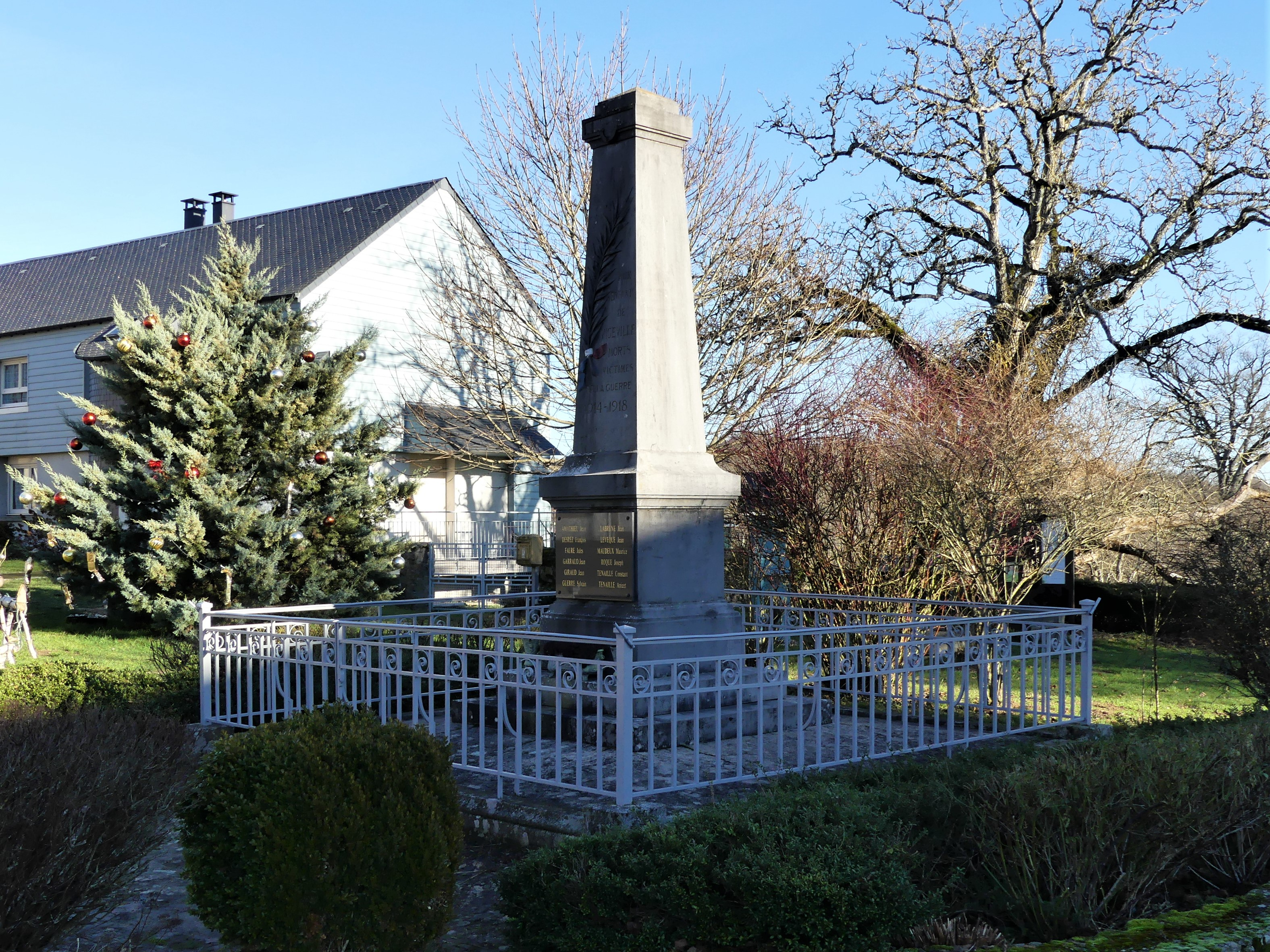
Le monument aux morts.
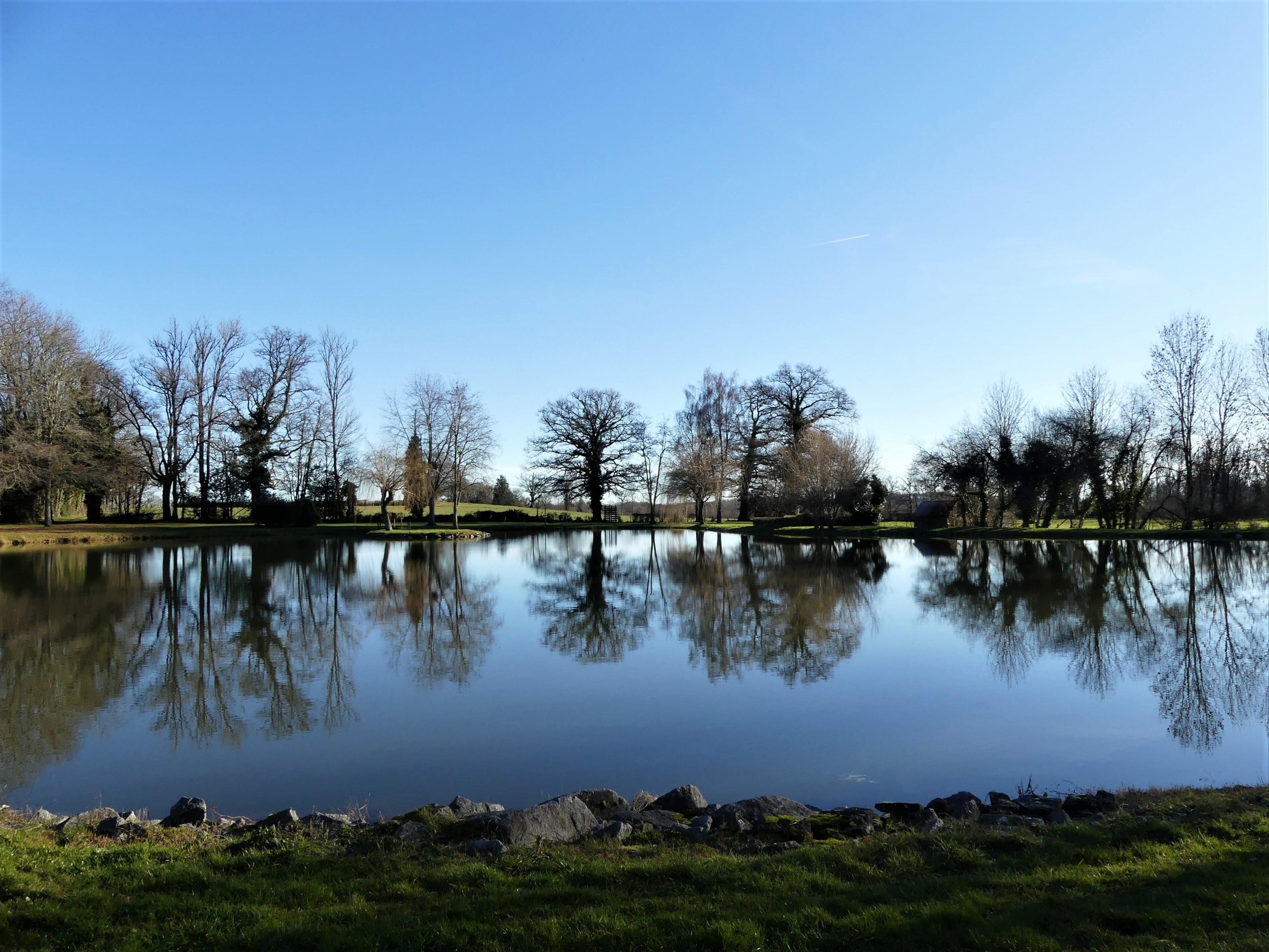
L'étang au lieu-dit les Monts.

### Personnalités liées à la commune
- Jean Auclair (1946-), député de la Creuse, est né sur la commune.